# Mainzer Psalter

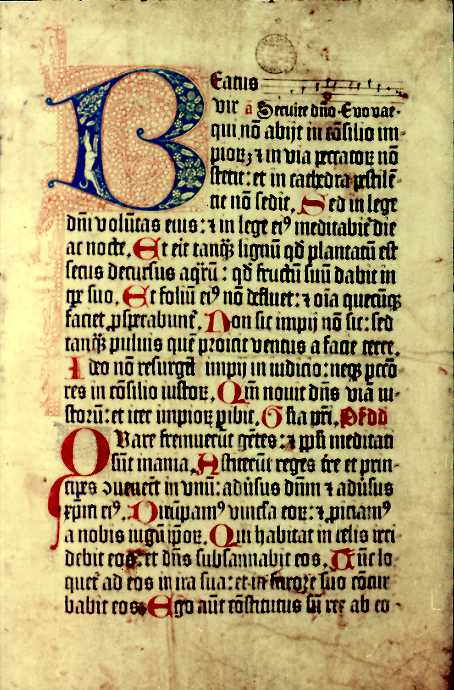
Aus dem Psalterium Benedictinum, 1459: mit gedrucktem Initial und mit der Hand eingetragenen Noten

Der Mainzer Psalter wurde 1457 auf Pergament in der Offizin von Peter Schöffer und Johannes Fust gedruckt; die Inkunabel gilt als eines der herausragenden Stücke der frühen Buchdruckerkunst. 

## Beschreibung
Der Mainzer Psalter, eine Sammlung von Psalmen in lateinischer Sprache für den liturgischen Gebrauch, wurde in zwei Ausgaben mit 143 bzw. 175 Blättern herausgegeben. Beide wurden auf Pergament und einspaltig, das heißt mit einer Kolumne pro Seite, gedruckt. Beim Druck wurde mit verschiedenem Typenmaterial gearbeitet, einer großen und einer kleinen Psaltertype, angelehnt an eine Missal-Textura liturgischer Handschriften, und Unzialen, abgerundeten Buchstaben, in mehreren Größen.
Die Besonderheit des Mainzer Psalters war der mehrfarbige Druck in Schwarz, Rot und Blau. Dazu wurden die farbig zu druckenden Elemente, meist Initiale und Ornamente, einzeln aus dem Textsatz herausgelöst, gesondert eingefärbt und anschließend wieder in den mittlerweile schwarz gefärbten Druckstock integriert. Dieser Satz wurde dann in einem Arbeitsschritt gedruckt. Für die Initiale des Psalterdrucks, die in Gutenbergs Drucken noch wie in den mittelalterlichen Manuskripten nachträglich mit der Hand ausgestaltet wurden, erfand Schöffer einen Metallstock, der es ihm erlaubte, diese fürderhin zweifarbig zu drucken, wie zum Beispiel in seiner Ausgabe des Valerius Maximus von 1471. Der Psalterdruck war nach Angaben im Kolophon am 14. August 1457 beendet. Damit gilt er als erste datierte Inkunabel der Schriftgeschichte.

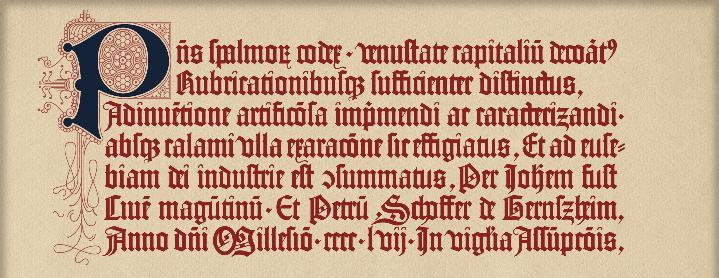
Kolophon des Mainzer Psalters mit den Namen der Drucker und dem Druckdatum Millesimo cccc l vij in vigilia Assumptionis (14. August 1457).

Die eindrucksvolle Typengestaltung führte zu der Annahme, dass die Ausarbeitung, die zeitaufwendig und kostspielig gewesen sein dürfte, noch während der Zusammenarbeit mit Johannes Gutenberg begonnen wurde. Fust und Schöffer vollendeten die Arbeit und druckten das Psalterium in ihrer Offizin. Ein zweiter Psalter, das sogenannte Psalterium Benedictinum, erschien in Mainz 1459, ebenfalls gedruckt auf Pergament, nunmehr in einer etwas kleineren gotischen Type. Den Psalter-Typenvorrat sowie die speziellen Druckstöcke für die Schmuckelemente benutzte Schöffer auch weiterhin, so z. B. für den Canon Missae, 1458, und eine zweite Auflage des Psalterium Benedictinum von 1490. Die kleine Psaltertype diente nach 1473 in Basel zum Druck des Missale speciale (früher Constantiense).
Im Mainzer Psalter findet sich auch das erste Impressum überhaupt, mit Angabe des Datums, des Druckers (Schöffer) und Verlegers (Fust). Außerdem findet sich in einem einzigen Exemplar das erste Drucker-Signet (das von Schöffer und Fust), das danach erst 1462 in der 48-zeiligen Bibel von Schöffer und Fust.

## Exemplare

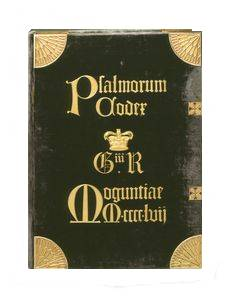
Das Mainzer Psalterium (1457) Georgs III., Einband um 1800

Es sind 13 Originale verschiedenen Zustands bekannt.
Unversehrte Exemplare befinden sich in der Universitäts- und Landesbibliothek Darmstadt, der Landes-, Staats- und Universitätsbibliothek Dresden (Perg.), der Rylands Library Manchester, der Staatsbibliothek München, der Scheide Library Princeton (2 Exemplare) und der Nationalbibliothek Wien (Perg.).
Beschädigte Exemplare halten:
Angers (fehlende Blätter), Staatsbibliothek Berlin (Perg., 1 Blatt fehlt), Goodhart Library Bryn Mawr, PY (beschädigt), British Library London (fehlende Bl.), Bibliothèque nationale Paris (fehlende Bl.), Royal Library Windsor (fehlende Bl.).
Fragmente finden sich an knapp 20 weiteren Standorten. Die beiden pergamentierten Exemplare Dresden und Wien sind die bedeutendsten, letzteres wurde 2011 als Weltdokumentenerbe der UNESCO eingetragen.
Ein Faksimile erschien 1968/69 in Dietikon/Zürich. Digitalisierungen erstellten die ULB Darmstadt und die ÖNB Wien (Digitalisat).